# Mala Horbașa, Novohrad-Volînskîi
Mala Horbașa (în ucraineană Мала Горбаша) este un sat în comuna Velîka Horbașa din raionul Novohrad-Volînskîi, regiunea Jîtomîr, Ucraina.

## Demografie
Componența lingvistică a localității Mala Horbașa
     Ucraineană (99,82%)
     Alte limbi (0,18%)
Conform recensământului din 2001, majoritatea populației localității Mala Horbașa era vorbitoare de ucraineană (99,82%), existând în minoritate și vorbitori de alte limbi.